# Pleurobrachia australis
Pleurobrachia australis är en kammanetart som först beskrevs av Benham 1907.  Pleurobrachia australis ingår i släktet Pleurobrachia och familjen Pleurobrachiidae. Inga underarter finns listade i Catalogue of Life.